# Elvira Velez
Elvira Sales Velez Pereira (Lisboa, 19 de novembro de 1892 — Caxias, 8 de abril de 1981) foi uma atriz portuguesa.

## Biografia
Nasceu em Lisboa, na freguesia de Santa Isabel, a 19 de novembro de 1892. Aprendeu a ler com o jornal Diário de Notícias, ensinada por seu pai. Dos 6 aos 18 anos residiu em Torres Novas, junto do seu pai, madrasta e irmãos, já que o seu pai era aí o empresário do Teatro Virgínia e, mesmo contrariando a vontade dele, começou por isso mesmo a desejar ser atriz. Desde jovem com uma vontade irresistível para o teatro, inspirada nos atores da Companhia do Teatro Gymnasio que vinham em digressão às Províncias e passavam sempre por Torres Novas, vê a vocação ferreamente contrariada pelo pai que a constrange a tirar o curso de professora primária. Mas, quando atinge a maioridade, sai de casa para tentar a sua sorte. Depois de se mudar para Tomar, conseguiu aí entrar num grupo de teatro de amadores e de novo em Lisboa, após várias tentativas de chegar à carreira teatral, conseguiu finalmente estrear-se aos 21 anos, em 1913, no Teatro Moderno, da Rua Álvaro Coutinho, na opereta Os Grotescos, com o consagrado ator cómico Costinha.
Em 1914 é já escriturada no Teatro São Luiz, fazendo parte do elenco com grandes nomes do Teatro Português, como Ângela Pinto e Chaby Pinheiro e, mais tarde, com outras estrelas nacionais como Palmira Bastos, que considerava a sua primeira mestra, Adelina Abranches, Aura Abranches, Alves da Cunha, Teresa Gomes, Lucília Simões, António Silva, Maria Matos, Vasco Santana, Brunilde Júdice, Hermínia Silva, entre outros. Percorre a década de 1910 em vários teatros da capital e, em 1921, com a Companhia Palmira Bastos, está no Teatro Avenida, representando peças como Pipiola, dos irmãos Quintero e Guardado está o bocado..., de Louis Verneuil. Depois, Chaby Pinheiro convida-a a integrar a sua recém fundada Companhia Cremilda de Oliveira-Chaby Pinheiro, no Teatro Apolo, com a qual, para além de O Mártir do Calvário e A vida de um rapaz gordo, faz uma digressão ao Brasil, em 1923, no termo da qual é contratada pelo ator brasileiro Leopoldo Fróes, permanecendo mais de dois anos naquele país. Fez também, com Emília de Oliveira e Carlos de Oliveira, uma tournée às Províncias, Açores e Madeira. Foi presença estimada dos palcos portugueses até meados da década de 1970, interpretando todos os géneros teatrais: drama, tragédia, farsa, revista, opereta, vaudeville, zarzuela, no entanto, foi na comédia que mais se distinguiu.
Deixou também considerável repertório no Cinema Português. Estreou-se no filme Aldeia da Roupa Branca (1938), de Chianca de Garcia, onde fez de "Viúva Quitéria", seguindo-se Sorte Grande (1938), de Erico Braga; Um Homem às Direitas (1944), de Jorge Brum do Canto, onde fez de "Vizinha"; Três Dias Sem Deus (1946), de Bárbara Virgínia, onde fez de "Bernarda, a Feiticeira"; O Comissário de Polícia (1953), de Constantino Esteves, onde fez de "D. Vicência"; Duas Causas (1953), de Henrique de Campos, onde fez de "Emília"; Agora é Que São Elas (1954), de Fernando Garcia e José César de Sá; O Primo Basílio (1959), de António Lopes Ribeiro, onde fez de "Sr.ª Helena"; As Pupilas do Senhor Reitor (1960), de Perdigão Queiroga, onde fez de "Teresa da Esquina" e Encontro com a Vida (1960), de Arthur Duarte, onde fez de "D. Carlota".
Também na Rádio Elvira Velez se destacou, sobretudo em teatro radiofónico, com a personagem de "sogra" no folhetim Lélé e Zequinha (1952), da autoria de Aníbal Nazaré e Nélson de Barros, contracenando com a filha Irene Velez e Vasco Santana, que desempenhavam os protagonistas, sendo o programa produzido pelo seu genro Igrejas Caeiro, na Emissora Nacional, embora também tenha colaborado com o Rádio Clube Português.
Na televisão, era presença frequente nas peças das Noites de Teatro da RTP, nas décadas de 1960 e 1970. Participou em inúmeras séries e telefilmes, nomeadamente: As Falsas Confidências, As Profecias de Bandarra, Os Televizinhos, Na Clínica do Dr. Bonin, Café Concerto, O Camões do Rossio, O Céu da Minha Rua, A Viúva Que Dormiu Cem Anos, Tu e Eu Somos Quatro, Uma Nora Ideal ("Marquesa"), O Tambor e o Guizo ("D. Clara"), A Proibição ("Joana de Ataíde"), A Chave do Mistério ("Berta"), O Sino, O Gonzaga, O Almoço em Casa do Marechal, Uma Família Inglesa, O Cão do Jardineiro ("Assumpta"), O Danúbio Azul, O Jogo das Escondidas ("Teresa"), Lisboa em Camisa ("Palmira"), As Três Causas Difíceis, Querida Sara, Chuva de Filhos, O Bota de Elástico, Três Histórias Perigosas ("Mariana"), Casamento e Mortalha ("D. Olímpia"), O Ladrão do Telefone, Os Velhos, Jogar Tudo Por Tudo, A Castelã de Shelstone ("Mademoiselle Touques"), O Antiquário, A Vergonha da Família, O Copo de Vinho Branco, As Solteironas dos Chapéus Verdes, O Segredo dos Springfield, O Pátio dos Milagres, A Cigarra e a Formiga, Porfírio, a Vítima, Uma Admirável Decisão, O Grande Amor ("Diretora"), O Rosário, O Roubo do Colar, Família Séria Não Arranja Casa, Os 3 Saloios, A TV Através dos Tempos, Bons Sentimentos, Pensão Vitalícia, Histórias Simples da Gente Cá do Meu Bairro ("Clotilde"), D. Gil Vestido de Verde, Os Sornas, O Armeiro, Os Sobrinhos da Tia Paca ("Tia Paca"), Cravos de Papel, Uma Velha Que Tinha um Gato, Estrela Circulação, Madre Alegria ("Soror Martina"), A Chamada da Noite de Natal, O Fidalgo Aprendiz, Seca, O Sr. Aurélio, Hora de Luz, A Casa de Simão Leonardo, Uma Nova Esperança, Grades Floridas, O Carnaval da Vida, Melodias de Sempre, O Anúncio, A Chave e Casa da Penha.
Foi distinguida com o Prémio Lucinda Simões para Melhor Atriz, em 1970, pelo seu papel de "Titi" na peça A Relíquia de Eça de Queiroz, que esteve vários meses em exibição no Teatro Maria Matos, culminando brilhantemente a sua longa carreira de 56 anos. Foi ainda agraciada com o grau de Dama da Ordem Militar de Sant'Iago da Espada (16 de fevereiro de 1971), assim como pela Caritas e pela Cruz Vermelha. A 2 de setembro de 1970, foi a convidada do programa Um Dia Com... da RTP, onde a atriz de então 77 anos menciona e descreve os aspetos mais importantes da sua carreira e vida pessoal.
Faleceu em Caxias, no concelho de Oeiras, na sua moradia da Rua Alto do Lagoal, a 8 de abril de 1981, aos 88 anos de idade.
O seu nome faz parte da toponímia dos concelhos de: Almada (Rua Elvira Velez, freguesia de Charneca de Caparica), Oeiras (Avenida Elvira Velez, freguesia de Paço de Arcos), Seixal (Praceta Elvira Velez, freguesia de Arrentela), Sesimbra (Rua Elvira Velez, freguesia de Castelo), Cascais (Rua Elvira Velez, freguesia de São Domingos de Rana) e Lisboa (Rua Elvira Velez, freguesia de Benfica, Edital de 4 de fevereiro de 1993), sendo esta última homenagem a partir de uma sugestão de vários admiradores seus enviada por carta à edilidade lisboeta. A cerimónia de inauguração da artéria foi agendada para o Dia Internacional da Mulher de 1993, tendo sucedido nesse dia o mesmo com a Rua que consagrou a também atriz Helena Félix. O descerramento da placa toponímica foi feito pelo Vereador do Pelouro, Engenheiro Rego Mendes, com o genro da homenageada, Igrejas Caeiro, tendo Appio Sottomayor usado da palavra em representação da Comissão Municipal de Toponímia.

### Vida pessoal
Foi casada com o também ator Henrique Pereira, união da qual nasceu a sua única filha, Irene Velez (1914-2004), que viria a seguir a mesma carreira de sua mãe, tendo casado com o famoso ator, locutor e político Igrejas Caeiro.

## Filmografia
- Aldeia da Roupa Branca (1938) - "Viúva Quitéria"
- Sorte Grande (1938)
- Um Homem às Direitas (1944) - "Vizinha"
- Três Dias Sem Deus (1946) - "Bernarda, a Feiticeira"
- O Comissário de Polícia (1953) - "D. Vicência"
- Duas Causas (1953) - "Emília"
- Agora é Que São Elas (1954)
- O Primo Basílio (1959) - "Sr.ª Helena"
- As Pupilas do Senhor Reitor (1960) - "Teresa da Esquina"
- Encontro com a Vida (1960) - "D. Carlota"